# Sverige i olympiska sommarspelen 1956
Sverige vid Olympiska sommarspelen 1956 lyckades erövra 8 guld-, 3 silver- och 6 bronsmedaljer.

## Medaljer
|         | Guld | Silver | Brons | Totalt |
| ------- | ---- | ------ | ----- | ------ |
| Sverige | 8    | 5      | 6     | 19     |

### Guld
- Gert Fredriksson, - Kanot, K1 1 000 m
- Gert Fredriksson, - Kanot, K1 10 000 m
- Lars Hall - Modern femkamp, individuellt
- Petrus Kastenman - Ridsport, fälttävlan individuellt
- Henri S:t Cyr - Ridsport, dressyr individuellt
- Henri S:t Cyr, Gustaf Adolf Boltenstern och Gehnäll Persson - Ridsport, dressyr lag
- Lars Thörn, Hjalmar Karlsson och Sture Stork - Segling, 5,5 meters-klassen
- Folke Bohlin, Bengt Palmquist och Leif Wikström - Segling, drake

### Silver
- Edvin Vesterby - Brottning, grekisk-romersk stil, bantamvikt
- William Thoresson - Gymnastik, fristående
- Evy Berggren, Ann-Sofi Pettersson-Colling, Doris Hedberg, Maude Karlén, Karin Lindberg och Eva Rönström - Gymnastik, gruppgymnastik med handredskap
- Olle Larsson, Gösta Eriksson, Ivar Aronsson, Evert Gunnarsson och Bertil Göransson - Rodd, fyra med styrman
- Olof Sköldberg - Skytte, löpande hjort

### Brons
- Johan (John) Sundberg - Skytte, kortdistans helmatch
- John Ljunggren  - Friidrott, 50 km gång
- Per Berlin - Brottning, grekisk-romersk stil, weltervikt
- Rune Jansson - Brottning, grekisk-romersk stil, mellanvikt
- Karl-Erik Nilsson - Brottning, grekisk-romersk stil, lätt tungvikt
- Ann-Sofi Pettersson-Colling - Gymnastik, hopp

## Övriga svenska placeringar

### Boxning
- Mellanvikt
  - - Stig Sjölin - oplacerad
- Lätt tungvikt
  - - Lennart Risberg - oplacerad
- Tungvikt
  - 5 Thörner Åhsman

### Brottning

#### Grekisk-romersk stil
- Flugvikt
  - - Bengt Johansson - oplacerad
- Fjädervikt
  - 5 Gunnar Håkansson
- Lättvikt
  - - Olle Anderberg - oplacerad
- Tungvikt
  - 5 Bertil Antonsson

#### Fristil
- Lättvikt
  - - Olle Anderberg - oplacerad
- Weltervikt
  - 4 Per Berlin
- Mellanvikt
  - - Bengt Lindblad - oplacerad
- Lätt tungvikt
  - - Viking Palm - oplacerad

### Cykel
- Landsväg individuellt
  - 10 Lasse Nordvall
  - 17 Karl-Ivar Andersson
  - 20 Roland Ströhm
  - 31 Gunnar Göransson
- Landsväg lag
  - 5 Sverige (Karl-Ivar Andersson, Gunnar Göransson, Lasse Nordvall och Roland Ströhm)

### Friidrott

#### Herrar
- 1 500 meter
  - - Ingvar Ericsson, 3.49,0 - utslagen i försöket
  - - Dan Waern, 3.48,8 - utslagen i försöket
- 5 000 meter
  - - Rune Åhlund, 15.12,0 - utslagen i försöket
- 10 000 meter
  - 19 Rune Åhlund, 30.57,0
- Maraton
  - 8 Evert Nyberg, 2.31.12
  - 9 Thomas Nilsson, 2.33.33
  - 11 Arnold Vaide, 2.36.21
- 3 000 meter hinder
  - - Gunnar Tjörnebo, 9.02,0 - utslagen i försöket
- Höjdhopp
  - 4 Stig Pettersson, 2,06
  - - Bengt Nilsson, 1,82 - utslagen i kvalet
- Stavhopp
  - 5 Ragnar Lundberg, 4,25
- Längdhopp
  - - Torgny Wåhlander, inget giltigt hopp - utslagen i kvalet
- Kulstötning
  - 6 Erik Uddebom, 16,65
- Diskuskastning
  - 14 Erik Uddebom, 48,28
- Släggkastning
  - - Birger Asplund, 55,03 - utslagen i kvalet
- Gång
  - 20 km
    - 4 John Ljunggren , 1.32.03
    - - Lasse Hindmar - diskvalificerad

#### Damer
- Höjdhopp
  - 4 Gunhild Larking, 1,67
- Spjutkastning
  - 5 Ingrid Almqvist, 49,74

### Fäktning
- Värja individuellt
  - 7 Per Carleson
  - - Carl Forssell - utslagen i semifinal
  - - Berndt-Otto Rehbinder - utslagen i semifinal
- Värja lag
  - - Sverige (Per Carleson, Carl Forssell, Bengt Ljungquist, Berndt-Otto Rehbinder, John Sandwall) - utslagna i första omgången

### Gymnastik

#### Herrar
- Allround individuellt
  - 32 William Thoresson, 108,40
  - 48 Kurt Wigartz, 106,15
- Bygelhäst
  - 38 Kurt Wigartz, 17,85
  - 45 William Thoresson, 17,70
- Ringar
  - 46 William Thoresson, 16,60
  - 57 Kurt Wigartz, 15,30
- Fristående
  - 14 Kurt Wigartz, 18,65
- Hopp
  - 16 William Thoresson, 18,50
  - 19 Kurt Wigartz, 18,45
- Barr
  - 16 William Thoresson, 18,70
  - 43 Kurt Wigartz, 17,85
- Räck
  - 40 Kurt Wigartz, 18,05
  - 47 William Thoresson, 17,80

#### Damer
- Allround lag
  - 8 Sverige (Evy Berggren, Ann-Sofi Colling, Doris Hedberg, Maud Karlén, Karin Lindberg, Eva Rönström), 428,600
- Allround individuellt
  - 31 Ann-Sofi Colling, 71,400
  - 37 Eva Rönström, 70,933
  - 46 Doris Hedberg, 70,466
  - 48 Karin Lindberg, 70,033
  - 49 Evy Berggren, 69,966
  - 53 Maud Karlén, 68,800
- Bom
  - 41 Ann-Sofi Colling, 17,400
  - 46 Karin Lindberg, 17,233
  - 50 Eva Rönström, 16,900
  - 50 Maud Karlén, 16,900
  - 52 Evy Berggren, 16,866
  - 56 Doris Hedberg, 16,400
- Barr
  - 38 Eva Rönström, 17,700
  - 46 Evy Berggren, 17,333
  - 49 Doris Hedberg, 17,133
  - 50 Ann-Sofi Colling, 17,100
  - 54 Karin Lindberg, 16,800
  - 62 Maud Karlén, 15,733
- Hopp
  - 10 Doris Hedberg, 18,433
  - 23 Karin Lindberg, 18,132
  - 27 Eva Rönström, 18,100
  - 32 Maud Karlén, 18,032
  - 38 Evy Berggren, 17,966
- Fristående
  - 8 Doris Hedberg, 18,499
  - 18 Eva Rönström, 18,233
  - 22 Ann-Sofi Colling, 18,166
  - 25 Maud Karlén, 18,133
  - 39 Karin Lindberg, 17,866
  - 45 Evy Berggren, 17,799

### Kanot
- C1 1 000 m
  - 6 Verner Wettersten
- C1 10 000 m 
  - 6 Verner Wettersten
- K2 1 000 m
  - - Ragnar Heurlin och Carl-Åke Ljung - utslagna i försöket
- K2 10 000 m
  - 4 Carl Gunnar Sundin och Hans Wetterström

### Modern femkamp
- Individuellt
  - 17 Bertil Haase
  - - Björn Thofelt - bröt efter ridningen

### Ridsport
- Dressyr, individuellt
  - 1 Henri Saint Cyr
  - 4 Gehnäll Persson
  - 7 Gustaf Adolf Boltenstern j:r
- Fälttävlan, individuellt
  - 1 Petrus Kastenman
  - 24 Hans von Blixen-Finecke
  - -  Johan Asker - bröt i terrängridningen
- Hoppning, individuellt
  - 32 Anders Gernandt
  - 45 Tor Burman
  - -  Douglas Wijkander - bröt

### Rodd
- Fyra med styrman
  - 2 Sverige (Olle Larsson, Gösta Eriksson, Ivar Aronsson, Evert Gunnarsson, Bertil Göransson)

- Åtta med styrman
  - 4 Sverige (Lennart Andersson, Ivar Aronsson, Gösta Eriksson, Evert Gunnarsson, Kjell Hansson, Lennart Hansson, Olle Larsson, Bertil Göransson (cox))

### Segling
- Finnjolle
  - 4 Rickard Sarby

### Simhopp

#### Damer
- Svikthopp
  - 9 Birte Hanson
  - 12 Anna-Stina Baidinger
- Höga hopp
  - 8 Birte Hanson

### Simning

#### Herrar
- 400 meter frisim
  - - Per-Olof Östrand, 4.45,9 - utslagen i försöket

#### Damer
- 100 meter frisim
  - - Kate Jobson,1.06,1 - utslagen i semifinal
  - - Anita Hellström, 1.08,5 - utslagen i försöket
- 400 meter frisim
  - - Karin Larsson, 5.18,3 - utslagen i försöket
  - - Birgitta Wängberg, 5.27,0 - utslagen i försöket
  - - Anita Hellström, 5.29,2 - utslagen i försöket
- 4x100 meter frisim
  - 6 Sverige (Anita Hellström, Kate Jobson, Karin Larsson och Birgitta Wängberg), 4.30,0

### Skytte
- Fritt gevär, helmatch
  - 6 John Sundberg
  - 7 Anders Kvissberg
- Kortdistans, helmatch
  - 8 Anders Kvissberg
- Kortdistans, liggande
  - 12 John Sundberg
  - 14 Anders Kvissberg
- Fripistol
  - 6 Torsten Ullman
  - 7 Åke Lindblom
- Lerduvor
  - 7 Knut Holmqvist
  - 8 Hans Liljedahl
- Löpande hjort
  - 7 Benkt Austrin

### Tynglyftning
- Mellanvikt
  - - Ingemar Franzén - inget giltigt lyft i press